# Carcelero (canción)
«Carcelero» es la segunda canción del álbum Acuario del cantautor chileno Manuel García. Fue lanzado como primer sencillo en junio de 2012. La canción fue compuesta por Manuel en conjunto con los Hermanos Durán (Francisco y Mauricio) de Los Bunkers y ganó un Premio Altazor como "Mejor canción pop o balada".
Por el décimo aniversario del álbum, en el año 2022 lanzó una nueva versión de la canción.

## Personal
- Manuel García: Voz y guitarra.

## Listas musicales
| Año  | Listas              | Posiciones |
| ---- | ------------------- | ---------- |
| 2012 | Chile Singles Chart | 66         |

## Premios
- Premios Altazor 2013: Mejor Canción Pop o Balada.